# Alicja Grześkowiak

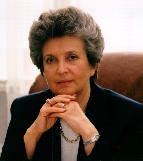
Alicja Grześkowiak

Alicja Grześkowiak (* 10. Juni 1941 in Świrz bei Przemyślany, sowjetisch besetztes Ostgalizien (heute Ukraine), als Alicja Bautro) ist eine polnische nationalkonservative Politikerin und Juristin. Sie war in den Jahren 1989 bis 2001 Senatorin und stand dem Oberhaus des polnischen Parlaments von 1997 bis 2001 als Senatsmarschall vor.

## Leben
Sie absolvierte die juristische Fakultät der Nikolaus-Kopernikus-Universität Toruń im Jahre 1963 und wurde dort 1966 Dozentin. Nach der Promotion 1971 habilitierte sie 1979 auch dort und erhielt 1990 eine außerplanmäßige Professur, die sie 1996 ablegte. In den Jahren 1990 bis 2010 war sie Lehrstuhlinhaberin für Strafrecht der Katholischen Universität Lublin. Am katholischen Priesterseminar in Toruń lehrt sie Kirchenrecht. Sie erhielt die Befähigung zum Richteramt im Jahre 1969 und ist seit 1988 als Rechtsanwältin zugelassen.
1980 trat Grześkowiak der Gewerkschaft Solidarność bei und wurde 1989 als ihre Kandidatin in den Senat gewählt, dem sie vier Legislaturperioden angehörte. Bei der zweiten und dritten Wahl 1991 und 1993 wurde sie von der Zentrumsallianz und bei der vierten 1997 von der Wahlaktion Solidarność aufgestellt. Nachdem sie bereits 1991 bis 1993 das Amt des stellvertretenden Senatsmarschalls ausübte, wurde sie 1997 als erste Frau mit der Senatsmarschallswürde die drittranghöchste Person im polnischen Staat. 
In der Politik vertrat sie stets konservative Werte und stand der Haltung des Episkopats der römisch-katholischen Kirche nahe, dessen Rechtsberaterin sie seit 1988 war. Sie organisierte 1992 den Polnischen Bund der Lebensrechtsbewegungen (Polska Federacja Ruchów Obrony Życia), der wesentlich zum Verbot des Schwangerschaftsabbruchs (Gesetz über Familienplanung vom 7. Januar 1993) beitrug. Sie leitete den Senatsausschuss zur Ausarbeitung der neuen Verfassung. Auf ihre Initiative wurde im Artikel 18 der Verfassung die Ehe als Verbindung von Frau und Mann definiert. Nach dem Rückzug aus der Politik 2001 engagiert sich Grześkowiak weiterhin als Schwangerschaftsabbruch-Gegnerin und ist ordentliches Mitglied der Päpstlichen Akademie für das Leben. 
Sie erhielt 1991 den päpstlichen Orden Pro Ecclesia et Pontifice, 1999 das Großkreuz des belgischen Kronenordens und 2001 des Großkreuz des spanischen Zivilverdienstordens. Seit 1996 ist sie Dame des Ritterordens vom Heiligen Grab.
Grześkowiak ist verwitwet und hat eine Tochter.